# Mischungswegtheorie
Die Mischungswegetheorie (engl. mixing length theory (MLT)) ist eine einfache Methode, um die Konvektion im Inneren von Sternen zu behandeln. 
Man nimmt dabei an, dass der Stern sich im hydrostatischen Gleichgewicht befindet und Konvektion zeitunabhängig abläuft, das heißt, der innere Aufbau von Sternen verändert sich viel langsamer als die Konvektion vonstattengeht. Die Mixing Length ist hierbei die Distanz, die ein Masse-Element zurück legt, bis es mit seiner Umgebung verschmolzen ist.
{\displaystyle l_{m}=\alpha _{\mathrm {MLT} }\times H_{P}}
{\displaystyle \alpha _{\mathrm {MLT} }} wird so bestimmt, dass die theoretischen Werte zu den Beobachtungen passen.
{\displaystyle H_{P}} ist eine Größenordnung für die radiale Distanz, über die sich die Druckverhältnisse im Inneren eines Sterns signifikant verändern. Es gilt:
{\displaystyle H_{P}={\frac {P}{g\rho }}}
mit dem vorherrschenden Druck {\displaystyle P},  der Schwerebeschleunigung {\displaystyle g} und der lokalen Dichte {\displaystyle \rho }.